# Delphinium caucasicum
Delphinium caucasicum là một loài thực vật có hoa trong họ Mao lương. Loài này được C.A.Mey. mô tả khoa học đầu tiên năm 1849.